# باشگاه فوتبال جنوآ
باشگاه کریکت و فوتبال جنوا (به انگلیسی: Genoa Cricket and Football Club) یک باشگاه فوتبال ایتالیایی در شهر جنوآ است که در  سری آ رقابت می‌کند. این باشگاه در ۷ سپتامبر ۱۸۹۳ شکل گرفت و با ۱۳۱ سال قدمت، قدیمی‌ترین باشگاه فوتبال ایتالیا است.
جنوا در طول تاریخ دیرینه‌اش، ۹ بار قهرمان ایتالیا شده‌است. اولین قهرمانی آنها در همان اولین دوره از مسابقات قهرمانی ایتالیا در سال ۱۸۹۸ و آخرین قهرمانی آنها در فصل ۲۴–۱۹۲۳ به دست آمد. یک قهرمانی در کوپا ایتالیا از دیگر دستاورد آنهاست. از لحاظ تاریخی، جنوا چهارمین باشگاه موفق ایتالیایی از نظر قهرمانی است.
گمان می‌رود همین سلسله موفقیت‌های اولیه، منشأ عشق پدرخوانده روزنامه‌نگاران ورزشی ایتالیایی، جیانی بررا (۱۹۹۲–۱۹۱۹) به این تیم باشد. او با وجود آنکه در لمباردی به دنیا آمده بود، همیشه خود را حامی تیم جنوا اعلام می‌کرد. بررا تا آنجا پیش رفت که لقب وچیو بالوردو (پیر خرفت یا پیر بدعنق) را برای جنوا ایجاد کرد.
از سال ۱۹۱۱، جنوا بازی‌های خانگی خود را در ورزشگاه لوئیجی فراری با ظرفیت ۳۶٬۵۳۶ صندلی انجام داده که از سال ۱۹۴۶، زمین مشترک آنها با رقیب محلی‌شان، سمپدوریا بوده‌است. جنوا بیشتر تاریخ پس از جنگ خود را بین سری آ و سری بی سپری کرده و دو دوره کوتاه را در سری سی گذرانده است. در این باشگاه یک بازیکن ایرانی به نام جامی رفعتی بازی می‌کرد.

## تاریخچه

### تأسیس

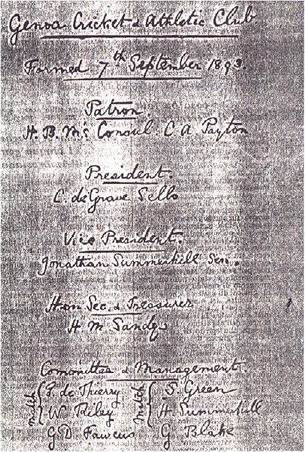
Act of foundation of Genoa CFC, dated September 1893

این باشگاه در ۷ سپتامبر ۱۸۹۳ به عنوان باشگاه کریکت و ورزش جنوا تأسیس شد. در اولین سال‌های فعالیت خود، عمدتاً در رقابت‌های دو و میدانی و کریکت شرکت می‌کرد و فوتبال در رده دوم اهمیت قرار داشت. از آنجا که این باشگاه تأسیس شده بود تا نماینده انگلستان در خارج از کشور باشد، پیراهن‌های اصلی بازیکنان، همرنگ پیراهن تیم ملی انگلیس، سفید بودند. در ابتدا ایتالیایی‌ها اجازه پیوستن را به این باشگاه نداشتند چرا که این باشگاه، یک باشگاه ورزشی بریتانیایی در خارج از کشور بود. میدان آرمی در منطقه کامپاسو واقع در شمال غربی شهر، مقر اصلی جنوا در آغاز کار بود. مدیریت باشگاه در روزهای ابتدایی بر عهده این افراد بود:
|  | - چارلز ده گریو سلز - اس. بلیک - جی. گرین - و. رایلی |  | - دن فوکوس - سندیز - ای. ده تیری - جاناتان سامرهیل سر. |  | - جاناتان سامرهیل جونیور. - Sir Charles Alfred Payton |

در ۱۰ آوریل ۱۸۹۷ بخش فوتبال باشگاه که از سال ۱۸۹۳ وجود داشت، به لطف جیمز ریچاردسون اسپنسلی رییس اصلی باشگاه شد. این تیم، یکی از قدیمی‌ترین باشگاه‌های فوتبال ایتالیا در آن زمان بود، و تنها چهار باشگاه در تورین از دیگر باشگاه‌های تأسیس‌شده در آن زمان بودند. در این زمان، ایتالیایی‌ها هم اجازه پیوستن به باشگاه را داشتند و زمین جدیدی در قالب پونته کارگا پیدا کردند. اولین بازی دوستانه آنها در زمین خانگی‌شان و در مقابل تیمی از ترکیب دو تیم اینترناتسیوناله تورینو و تورینزه برگزار شد که شکست ۱–۰ جنوا نتیجه‌اش بود. چندی بعد، جنوا اولین پیروزی خود را در یک بازی خارج از خانه برابر الساندریا با نتیجه ۲–۰ به ثبت رساند. همچنین، بازی‌های دوستانه در برابر سربازان نیروی دریایی بریتانیا مانند ملوانان اچ‌‌ام‌اس ریونج برگزار می‌شد.

### قهرمان مطلق

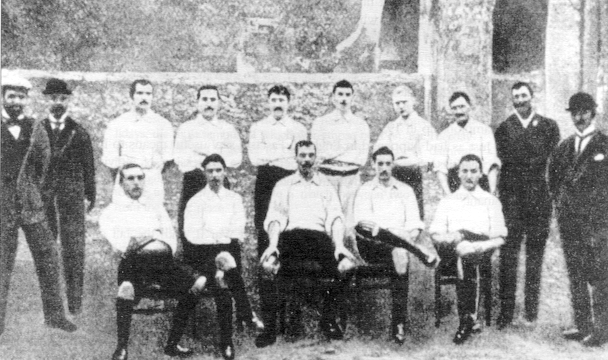
Genoa CAC in 1898, the first ever Italian Championship winners

با ایجاد فدراسیون فوتبال ایتالیا و مسابقات قهرمانی فوتبال ایتالیا، فوتبال این کشور پا به سطحی بالاتر گذاشت. جنوا در اولین دوره از مسابقات قهرمانی ایتالیا در سال ۱۸۹۸ که با میزبانی ولودروم هومبرت ۱ در تورین برگزار شد، شرکت کرد. ۸ مه، اولین بازی رسمی آنها در این رقابت‌ها برگزار شد و پس از پیروزی ۲–۱ مقابل جیناستیکا تورینو، اینترناتسیوناله تورینو را با نتیجه ۳–۱ پس از وقت اضافه شکست دادند و اولین قهرمان این مسابقات شدند.
جنوا با چند تغییر برای فصل بعد قهرمانی ایتالیا بازگشت؛ نام باشگاه به باشگاه کریکت اتلتیک و فوتبال جنوا تغییر یافته و اتلتیک از نام آنها حذف شده‌بود. رنگ پیراهن را هم تغییر دادند و به طرح نوارهای عمودی سفید و آبی رسیدند که در ایتالیا به عنوان بیانکوبلو شناخته می‌شود. جنوا دومین قهرمانی خود را در یک تورنمنت یک روزه که در ۱۶ آوریل ۱۸۹۹ برگزار شد، برای دومین بار با پیروزی ۳–۱ مقابل اینترناتسیوناله تورینو به دست آورد. در راه کسب سومین قهرمانی متوالی‌شان در این رقابت‌ها، در سال ۱۹۰۰، رقیب محلی‌شان سمپیردارنسه را با پیروزی قاطع ۷–۰ از پیش رو برداشتند، نتیجه‌ای که تا سال ۱۹۱۰ توسط هیچ تیمی در لیگ بهتر نشد. در فینال، تورینزه را با نتیجه ۳–۱ شکست دادند تا قهرمانی‌شان مسجل شود.
در سال ۱۹۰۱، رنگ‌ پیراهن باشگاه دوباره تغییر کرد و نوارهای آبی و سفید، جای خود را به لباس‌های نیمه سرمه‌ای و قرمز کنونی داد که تا به امروز مانند بسیاری از باشگاه‌های ایتالیایی دیگر از جمله کالیاری، بولونیا، کروتونه و فهرست بی‌پایانی از باشگاه‌های کوچک استفاده می‌شود. با انتخاب این ترکیب رنگی، در ایتالیا به روسوبلو ملقب شدند. پس از یک فصل نایب‌قهرمانی بعد از باشگاه فوتبال میلان، در سال ۱۹۰۲ با کسب چهارمین عنوان قهرمانی، به روال موفق سابق بازگشتند. از سال ۱۹۰۳ به بعد، زمانی که جنوا برای دو فصل متوالی بانوی پیر را در فینال ملی شکست داد، یوونتوس به عنوان رقیب جدی برای سلطه جنوا در فوتبال ایتالیا ظاهر شد.
در ۲۷ آوریل ۱۹۰۳ جنوا به مصاف نیس فرانسه رفت و ۳–۰ پیروز شد و اولین تیم فوتبال ایتالیا شد که به مصاف یک تیم خارجی می‌رفت. سال ۱۹۰۴ از دو جهت برای جنوا قابل توجه بود، یکی قهرمانی ایتالیا و دیگری قهرمانی ذخیره‌های جنوا در اولین فصل از سری بی که در یک سطح پایین‌تر از سری آ به عنوان دسته دوم فوتبال ایتالیا تأسیس شد. پس از نایب قهرمانی سال ۱۹۰۵، جنوا جایگاهش را در مسابقات قهرمانی ایتالیا از دست داد و باشگاه‌های دیگری مانند یوونتوس، میلان و پرو ورچلی مدعیان جدید قهرمانی بودند.
ناکامی‌های این دوره را می‌توان در سال ۱۹۰۸ ردیابی کرد، زمانی که فدراسیون فوتبال ایتالیا به دنبال اعتراضات فدرال ژیمناستیک، استفاده از بازیکنان خارجی را منع کرد. جنوا که از زمان شکل‌گیری، همیشه یک گروه قوی انگلیسی داشت، در کنار چندین باشگاه مطرح دیگر ایتالیا از جمله میلان، تورینو و فیرنزه با این موضوع مخالفت کردند، اما تنها نتیجه این اعتراضات، کنار رفتن آنها از مسابقات رسمی فدراسیون فوتبال ایتالیا در آن سال بود. در فصل بعد، فدراسیون تصمیمش را تغییر داد و جنوا توانست با بازیکنانی مانند لوئیجی فراریس و چند بازیکن سوئیسی، از جمله دانیل هوگ که از بازی آمده بود، تیمش را بازسازی کند. در کنار بازسازی تیم، ورزشگاه جدید جنوا در منطقه ماراسی با ۲۵٬۰۰۰ نفر ظرفیت ساخته شد که قابل مقایسه با ورزشگاه‌های بریتانیا در آن زمان بود. ورزشگاه جدید به طور رسمی در ۲۲ ژانویه ۱۹۱۱ افتتاح شد.

### احیای گاربوت
با شکل‌گیری تیم ملی فوتبال ایتالیا، جنوا نقش مهمی را این تیم ایفا کرد؛ با بازیکنانی مانند رنتسو د وکی که برای مدتی کاپیتان آتزوری بود و ادواردو ماریانی و انریکو ساردی که به تیم ملی دعوت شدند. ویلیام گاربوت انگلیسی به عنوان سرمربی به خدمت گرفته شد تا به احیای باشگاه کمک کند. گاربوت اولین مربی حرفه‌ای در فوتبال ایتالیا بود که به خاطر شخصیت کاریزماتیک و پیپی که مدام بر گوشه‌ی لبش بود شهرت داشت. بازیکنان تیم او را «میستر» (آقا) صدا می‌زدند و از آن زمان است که ایتالیایی‌ها در کل از مربیان با این اصطلاح یاد می‌کنند.
سرانجام در فصل ۱۵–۱۹۱۴ بود که جنوا توانست خود را به عنوان برترین باشگاه از شمال ایتالیا احیا کند و در آخرین دور از دسته شمالی قهرمان شود. با این حال، در این سال خاص، به دلیل شروع جنگ جهانی اول، فینال دسته جنوب ایتالیا برگزار نشد و در نتیجه قهرمان این دسته نامشخص ماند و متعاقبا فینال کشوری برگزار نشد. پس از پایان جنگ در سال ۱۹۱۹، جنوا عنوان قهرمانی‌اش را دریافت کرد که اولین آنها پس از یازده فصل بود. جنگ تلفات سنگینی بر جنوا وارد کرد؛ لوئیجی فراریس، آدولفو گنکو، کارلو ماراسی، آلبرتو ساسونه و کلاودیو کاسانووا همگی در حین انجام وظیفه نظامی در ایتالیا جان باختند. در همین حال، موسس این باشگاه، جیمز ریچاردسون اسپنسلی هم با لباس انگلستان در آلمان کشته شد.

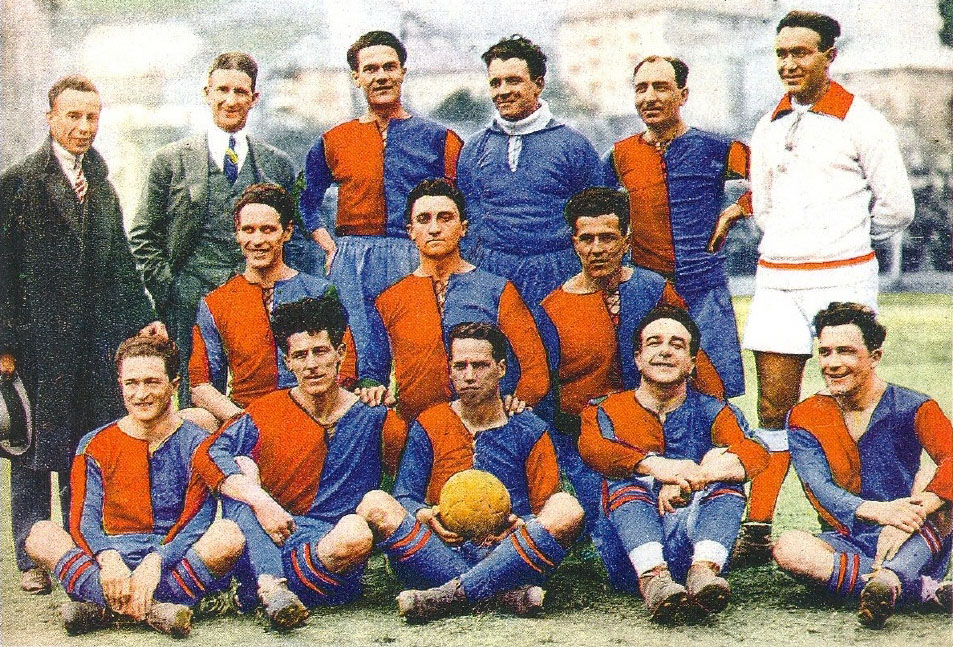
آخرین تیم جنوا که موفق به کسب قهرمانی فوتبال ایتالیا شد، سال ۱۹۲۴

در اوایل دهه بعد، جنوا همچنان به عنوان مدعی قدرتمند در دسته شمالی باقی ماند.  گاربوت آنها را قهرمان فصل ۲۳–۱۹۲۲ کرد. برای بالا بردن این جام، جنوا لاتزیو را با نتیجه ۶–۱ در مجموع دو بازی رفت و برگشت فینال شکست داد. فصل بعد، بولونیا را در فینال دسته شمالی شکست دادند و به عنوان قهرمان این بخش به فینال کشوری رسیدند. این بازی، اما بدون حاشیه نبود؛ پس از آشوب در بازی برگشت در بولونیا، بازی لغو شد و فدراسیون فوتبال ایتالیا، نتیجه بازی را ۲–۰ به سود جنوا اعلام کرد. در فینال کشوری آن فصل، جنوا در مجموع دو بازی رفت و برگشت فینال، ساوویا را ۴–۱ شکست داد تا  نهمین و تا به امروز آخرین قهرمانی آنها در ایتالیا ثبت شود.
ترکیب تیم در این دو قهرمانی شامل: جووانی د پرا، اوتاویو باربیری، لوئیجی بورلاندو و رنتسو د وکی بود. پس از قهرمانی جنوا در فصل ۲۴–۱۹۲۳، نشان اسکودتو در این لیگ معرفی شد و طبق آن، هر باشگاهی که قهرمانی لیگ ایتالیا را به دست می‌آورد، اجازه داشت یک نشان سپر مانند روی پیراهن تیمش بزند که نمایانگر رنگ‌های پرچم ایتالیا است. برای باقی دهه ۱۹۲۰، بالاترین دستاورد باشگاه یک نایب‌قهرمانی در فصل ۲۸–۱۹۲۷ پس از تورینوی قهرمان بود، با ویرجیلیو فلیچ لئوراتو که در ۲۷ بازی ۲۰ گل به ثمر رساند.

### ۷۷۷ پارتنرز
در ۲۳ سپتامبر ۲۰۲۱ اعلام شد که جنوا توسط ۷۷۷ پارتنرز، یک شرکت سرمایه‌گذاری خصوصی مستقر در ایالات متحده که توسط استیون پاسکو و جاش واندر تأسیس شده، خریداری شده‌است. در حالی که شرایط این قرارداد به صورت عمومی منتشر نشده بود، منابع نزدیک به این معامله فاش کردند که تیم با ارزشی نزدیک به ۱۷۵ میلیون دلار خریداری شده‌است.

### کریکت
در همان اوایل، جنوا از یک باشگاه ورزشی چند رشته‌ای به یک باشگاه فوتبال صرف تبدیل شد. در سال ۲۰۰۷، گروهی از هواداران باشگاه، بخشی را به کریکت اختصاص دادند که در حال حاضر با نام «باشگاه کریکت جنوا ۱۸۹۳» در سری آ لیگ کریکت ایتالیا رقابت می‌کند.

## بازیکنان

### بازیکنان فعلی
تا تاریخ ۲ فوریه ۲۰۲۲
| شماره |         | پست       | بازیکن                            |
| ----- | ------- | --------- | --------------------------------- |
| 1     | کرواسی  | دروازه‌بان | آدرین شمپر                        |
| 3     | بلژیک   | مدافع     | زینو ونهوسدن (قرضی از اینتر)      |
| 4     | ایتالیا | مدافع     | دومنیکو کریشیتو (کاپیتان)         |
| 5     | ایتالیا | مدافع     | آندره‌آ مازیلو                     |
| 8     | آلمان   | هافبک     | ندیم امیری (قرضی از بایر لورکوزن) |
| 9     | ایتالیا | مهاجم     | روبرتو پیکولی (قرضی از آتالانتا)  |
| 10    | ایتالیا | هافبک     | فیلیپو ملگونی (قرضی از آتالانتا)  |
| 11    | ایسلند  | هافبک     | آلبرت گودموندسون                  |
| 13    | ایتالیا | مدافع     | ماتیا بانی                        |
| 15    | مکزیک   | مدافع     | خوان واسکس                        |
| 16    | ایتالیا | مدافع     | ریکاردو کالافیوری (قرضی از رم)    |
| 17    | آلمان   | مدافع     | لنارت کژیبورا                     |
| 18    | ایتالیا | مدافع     | پائولو جیجلیونی                   |
| 20    | غنا     | مهاجم     | کالب اکوبان                       |
| 22    | ایتالیا | دروازه‌بان | فدریکو مارکتی                     |

| شماره |          | پست       | بازیکن                         |
| ----- | -------- | --------- | ------------------------------ |
| 23    | ایتالیا  | مهاجم     | ماتیا دسترو                    |
| 27    | ایتالیا  | هافبک     | استفانو استورارو (کاپیتان دوم) |
| 32    | دانمارک  | هافبک     | مورتن فرانتروپ                 |
| 33    | برزیل    | هافبک     | هرنانی (قرضی از پارما)         |
| 36    | سوئیس    | مدافع     | سیلوان هفتی                    |
| 44    | لهستان   | مهاجم     | الکساندر بوکسا                 |
| 45    | ایتالیا  | مهاجم     | کلوین یبوآه                    |
| 47    | کرواسی   | هافبک     | میلان بادلی                    |
| 50    | ایتالیا  | هافبک     | آندریا کامبیاسو                |
| 52    | صربستان  | مدافع     | نیکولا ماکسیمویچ               |
| 55    | نروژ     | مدافع     | لئو اوستیگور (قرضی از برایتون) |
| 57    | ایتالیا  | دروازه‌بان | سالواتوره سیریگو               |
| 65    | ایتالیا  | هافبک     | نیکولو روولا (قرضی از یوونتوس) |
| 90    | ایتالیا  | هافبک     | مانولو پورتانووا               |
| 91    | سیرالئون | مهاجم     | یایاه کالون                    |
| 99    | شیلی     | هافبک     | پابلو گالدامز                  |

### سایر بازیکنان تحت قرارداد
تا تاریخ ۳۱ ژانویه ۲۰۲۲
| شماره |         | پست       | بازیکن      |
| ----- | ------- | --------- | ----------- |
|       | اسلوونی | دروازه‌بان | Rok Vodišek |

| شماره |        | پست   | بازیکن      |
| ----- | ------ | ----- | ----------- |
|       | گامبیا | مدافع | Fallou Njie |

### قرض داده‌شده
تا تاریخ ۲۰ مارس ۲۰۲۲
| شماره |          | پست       | بازیکن                                             |
| ----- | -------- | --------- | -------------------------------------------------- |
|       | ایتالیا  | دروازه‌بان | لورنزو آندرناچی (در برشا تا ۳۰ ژوئن ۲۰۲۲)          |
|       | ایتالیا  | دروازه‌بان | آلبرتو پالئاری (در بنونتو تا ۳۰ ژوئن ۲۰۲۲)         |
|       | ایتالیا  | مدافع     | داویده بیراشی (در فاتح کاراگومروک تا ۳۰ ژوئن ۲۰۲۲) |
|       | ایتالیا  | مدافع     | آنتونیو کاندلا (در چزنا تا ۳۰ ژوئن ۲۰۲۲)           |
|       | آرژانتین | مدافع     | مارکوس کورادو (در پروجا تا ۳۰ ژوئن ۲۰۲۲)           |
|       | مولدووا  | مدافع     | Daniel Dumbravanu (در سیه‌نا تا ۳۰ ژوئن ۲۰۲۲)       |
|       | لهستان   | مدافع     | Paweł Jaroszyński (در سالرنیتانا تا ۳۰ ژوئن ۲۰۲۲)  |
|       | آلبانی   | مدافع     | Luis Mukaj (در Torres تا ۳۰ ژوئن ۲۰۲۲)             |
|       | ایتالیا  | مدافع     | استفانو سابلی (در برشا تا ۳۰ ژوئن ۲۰۲۲)            |
|       | ایتالیا  | مدافع     | لورن سرپه (در کروتونه تا ۳۰ ژوئن ۲۰۲۲)             |
|       | ایتالیا  | مدافع     | فدریکو والیتی (در Pordenone تا ۳۰ ژوئن ۲۰۲۲)       |
|       | ایتالیا  | مدافع     | الساندرو وولیاکو (در بنونتو تا ۳۰ ژوئن ۲۰۲۲)       |
|       | کلمبیا   | هافبک     | Kevin Agudelo (در اسپتزیا تا ۳۰ ژوئن ۲۰۲۲)         |
|       | ایتالیا  | هافبک     | فرانچسکو کاساتا (در پارما تا ۳۰ ژوئن ۲۰۲۲)         |
|       | لهستان   | هافبک     | Filip Jagiełło (در برشا تا ۳۰ ژوئن ۲۰۲۲)           |

| شماره |         | پست   | بازیکن                                               |
| ----- | ------- | ----- | ---------------------------------------------------- |
|       | فرانسه  | هافبک | ایانگو (در سیه‌نا تا ۳۰ ژوئن ۲۰۲۲)                    |
|       | ایتالیا | هافبک | ویتوریو پاریجینی (در کومو تا ۳۰ ژوئن ۲۰۲۲)           |
|       | فرانسه  | هافبک | Abdoulaye Touré (در فاتح کاراگومروک تا ۳۰ ژوئن ۲۰۲۲) |
|       | ایتالیا | هافبک | ماتیا زنارو (در پرگولیتزه تا ۳۰ ژوئن ۲۰۲۲)           |
|       | ایتالیا | مهاجم | فلاویو بیانکی (در برشا تا ۳۰ ژوئن ۲۰۲۲)              |
|       | ایتالیا | مهاجم | Nicolas Boiga (در Montevarchi تا ۳۰ ژوئن ۲۰۲۲)       |
|       | ایتالیا | مهاجم | جاکومو کالو (در بنونتو تا ۳۰ ژوئن ۲۰۲۲)              |
|       | ایتالیا | مهاجم | کیس جوزف (در کوزنتسا تا ۳۰ ژوئن ۲۰۲۲)                |
|       | فرانسه  | مهاجم | Gabriel Charpentier (در فروزینونه تا ۳۰ ژوئن ۲۰۲۲)   |
|       | ایتالیا | مهاجم | Giordano Conti (در Sanremese تا ۳۰ ژوئن ۲۰۲۲)        |
|       | برزیل   | مهاجم | Felipe Estrella (در کاتانیا تا ۳۰ ژوئن ۲۰۲۲)         |
|       | ایتالیا | مهاجم | آندره‌آ فاویلی (در مونتسا تا ۳۰ ژوئن ۲۰۲۲)            |
|       | ایتالیا | مهاجم | الیا پترلی (در Carrarese تا ۳۰ ژوئن ۲۰۲۲)            |

### شماره‌های بایگانی شده
- ۶:  جیانلوکا سیگنورینی، مدافع جلوزن، ۹۵–۱۹۸۸[nb ۱][نیازمند منبع]
- ۷:  مارکو روسی، هافبک، ۰۴–۲۰۰۳، ۱۳–۲۰۰۵[۲۱]
- ۱۲ – هواداران Gradinata Nord, «یار دوازدهم»[۲۲][۲۳]

## تاریخچه رؤسا
در زیر تاریخچه رؤسای جنوا (ایتالیایی: presidenti، ت. «رؤسا» یا ایتالیایی: presidenti del consiglio di amministrazione، ت. «رؤسای هیئت مدیره») جنوا آمده است، از زمانی که این باشگاه برای اولین بار در رشته‌های ورزشی کریکت و دو و میدانی تأسیس شد تا به امروز.

## تاریخچه مربیان
جنوا مدیران و مربیان زیادی داشته است، برخی از فصول آنها مربیانی داشته‌اند که به اشتراک تیم را اداره می‌کردند، در این فهرست، نام و دوران تصدی آنها از سال ۱۸۹۶؛ زمانی که به یک باشگاه فوتبال تبدیل شدند، تا به بعد آورده شده است.
| نام                            | دوره      |
| ------------------------------ | --------- |
| کمیته فنی                      | ۱۸۹۶–۱۸۹۳ |
| جیمز اسپنسلی                   | ۱۹۰۷–۱۸۹۶ |
| کمیته فنی                      | ۱۹۱۲–۱۹۰۷ |
| ویلیام گاربوت                  | ۱۹۲۷–۱۹۱۲ |
| رنتسو د وکی                    | ۱۹۳۰–۱۹۲۷ |
| گیزا زکانی                     | ۱۹۳۱–۱۹۳۰ |
| لوئیجی بورلاندو گیرمو استابیله | ۱۹۳۲–۱۹۳۱ |
| کارل رومبولد                   | ۱۹۳۳–۱۹۳۲ |
| یوزف نادی                      | ۱۹۳۴–۱۹۳۳ |
| ویتوریو فاروپا رنتسو د وکی     | ۱۹۳۵–۱۹۳۴ |
| گیورگ اورت                     | ۱۹۳۶–۱۹۳۵ |
| هرمان فلسنر                    | ۱۹۳۷–۱۹۳۶ |
| ویلیام گاربوت                  | ۱۹۳۹–۱۹۳۷ |
| اوتاویو باربیری ویلیام گاربوت  | ۱۹۴۰–۱۹۳۹ |
| اوتاویو باربیری                | ۱۹۴۱–۱۹۴۰ |
| جویدو آرا                      | ۱۹۴۳–۱۹۴۱ |
| اوتاویو باربیری یوژف ویولا     | ۱۹۴۶–۱۹۴۵ |

| نام                                               | دوره      |
| ------------------------------------------------- | --------- |
| ویلیام گاربوت                                     | ۱۹۴۶–۱۹۴۸ |
| فدریکو آلاسیو                                     | ۱۹۴۸–۱۹۴۹ |
| دیوید استلی و فدریکو آلاسیو مانلیو باچیگالوپو     | ۱۹۴۹–۱۹۵۰ |
| مانلیو باچیگالوپو                                 | ۱۹۵۰–۱۹۵۱ |
| ایمره سنکی والنتینو سالا و جاچینتو النا           | ۱۹۵۱–۱۹۵۲ |
| جاچینتو النا                                      | ۱۹۵۲–۱۹۵۳ |
| گئورگی سروسی ارملیندو بونیلاوری                   | ۱۹۵۳–۱۹۵۵ |
| رنتسو ماگلی                                       | ۱۹۵۵–۱۹۵۸ |
| آنیباله فروسی                                     | ۱۹۵۸–۱۹۵۹ |
| آنتونیو بوسینی ماتئو پوگی جسی کارور آنیباله فروسی | ۱۹۵۹–۱۹۶۰ |
| آنیباله فروسی                                     | ۱۹۶۰–۱۹۶۱ |
| رناتو جی                                          | ۱۹۶۱–۱۹۶۳ |

| نام                                                                                    | دوره      |
| -------------------------------------------------------------------------------------- | --------- |
| بنیامینو سانتوس                                                                        | ۱۹۶۳–۱۹۶۴ |
| پائولو آمارال روبرتو لریسی                                                             | ۱۹۶۴–۱۹۶۵ |
| لوئیجی بونیتسونی                                                                       | ۱۹۶۵–۱۹۶۶ |
| جورجو گتسی پاولو تابانلی                                                               | ۱۹۶۶–۱۹۶۷ |
| لیویو فونگارو آلدو کامپاتلی                                                            | ۱۹۶۷–۱۹۶۸ |
| آلدو کامپاتلی و مائوریتسیو برونو                                                       | ۱۹۶۸–۱۹۶۹ |
| فرانکو ویویانی مائوریتسیو برونو و ارملیندو بونیلاوری آردیو جیمونا و ارملیندو بونیلاوری | ۱۹۷۰–۱۹۶۹ |
| آرتورو سیلوستری                                                                        | ۱۹۷۴–۱۹۷۰ |
| جویدو وینچنزی                                                                          | ۱۹۷۵–۱۹۷۴ |
| لوئیجی سیمونی                                                                          | ۱۹۷۸–۱۹۷۵ |
| پیترو ماروسو هکتور پوریچلی جیانی بوی                                                   | ۱۹۷۹–۱۹۷۸ |

| نام                                        | دوره      |
| ------------------------------------------ | --------- |
| جیانی دی مارزیو                            | ۱۹۷۹–۱۹۸۰ |
| لوئیجی سیمونی                              | ۱۹۸۰–۱۹۸۴ |
| تارچسیو بورنییک                            | ۱۹۸۶–۱۹۸۴ |
| آتیلیو پروتی                               | ۱۹۸۶–۱۹۸۷ |
| لوئیجی سیمونی آتیلیو پروتی                 | ۱۹۸۷–۱۹۸۸ |
| فرانکو اسکولیو                             | ۱۹۸۸–۱۹۹۰ |
| اسوالدو باگنولی                            | ۱۹۹۰–۱۹۹۲ |
| برونو جورجی لوئیجی مایفردی کلودیو مازلی    | ۱۹۹۲–۱۹۹۳ |
| کلودیو مازلی فرانکو اسکولیو                | ۱۹۹۳–۱۹۹۴ |
| فرانکو اسکولیو جوزپه مارکیورو کلودیو مازلی | ۱۹۹۴–۱۹۹۵ |
| لوئیجی رادیچه گایتانو سالوه‌مینی            | ۱۹۹۵–۱۹۹۶ |
| آتیلیو پروتی                               | ۱۹۹۶–۱۹۹۷ |
| گایتانو سالوه‌مینی                          | ۱۹۹۷      |
| کلودیو مازلی                               | ۱۹۹۷      |

| نام                                            | دوره      |
| ---------------------------------------------- | --------- |
| تارچسیو بورنییک                                | ۱۹۹۷–۱۹۹۸ |
| جوزپه پیلون                                    | ۱۹۹۸      |
| لوئیجی کاگنی                                   | ۱۹۹۸–۱۹۹۹ |
| دلیو روسی                                      | ۱۹۹۹–۲۰۰۰ |
| برونو بولکی                                    | ۲۰۰۰      |
| گیدو کربنی آلفردو مانی                         | ۲۰۰۰      |
| برونو بولکی                                    | ۲۰۰۱      |
| کلاودیو اونوفری                                | ۲۰۰۱      |
| فرانکو اسکولیو                                 | ۲۰۰۱      |
| ادواردو رجا                                    | ۲۰۰۲–۲۰۰۱ |
| کلاودیو اونوفری                                | ۲۰۰۲      |
| وینچنزو تورنته رینو لاوتسینی                   | ۲۰۰۳–۲۰۰۲ |
| روبرتو دونادونی                                | ۲۰۰۳      |
| لوئیجی دی کانیو                                | ۲۰۰۳      |
| سرسه کوزمی                                     | ۲۰۰۵–۲۰۰۴ |
| فرانچسکو گویدولین                              | ۲۰۰۵      |
| جیووانی واواسوری آتیلیو پروتی جیووانی واواسوری | ۲۰۰۶–۲۰۰۵ |

| نام                | دوره      |
| ------------------ | --------- |
| جان پیرو گاسپرینی  | ۲۰۱۰–۲۰۰۶ |
| دیوید بالاردینی    | ۲۰۱۱–۲۰۱۰ |
| آلبرتو مالسانی     | ۲۰۱۱      |
| پاسکواله مارینو    | ۲۰۱۲–۲۰۱۱ |
| آلبرتو مالسانی     | ۲۰۱۲      |
| لوئیجی دی کانیو    | ۲۰۱۲      |
| لوئیجی دل‌نری       | ۲۰۱۳–۲۰۱۲ |
| دیوید بالاردینی    | ۲۰۱۳      |
| فابیو لیورانی      | ۲۰۱۳      |
| جان پیرو گاسپرینی  | ۲۰۱۶–۲۰۱۳ |
| ایوان یوریچ        | ۲۰۱۷–۲۰۱۶ |
| آندریا ماندورلینی  | ۲۰۱۷      |
| ایوان یوریچ        | ۲۰۱۷      |
| دیوید بالاردینی    | ۲۰۱۸–۲۰۱۷ |
| ایوان یوریچ        | ۲۰۱۸      |
| چزاره پراندلی      | ۲۰۱۹–۲۰۱۸ |
| اورلیو آندره‌آتزولی | ۲۰۱۹      |
| تیاگو موتا         | ۲۰۱۹      |
| داویده نیکولا      | ۲۰۲۰–۲۰۱۹ |
| رولاندو ماران      | ۲۰۲۰      |
| دیوید بالاردینی    | ۲۰۲۱–۲۰۲۰ |
| آندری شوچنکو       | ۲۰۲۲–۲۰۲۱ |
| الکساندر بلسین     | –۲۰۲۲     |

## آمار رقابت‌های اروپایی

### جام یوفا/لیگ اروپا
| فصل       | دور          | رقیب           | خانه | خارج از خانه | مجموع |
| --------- | ------------ | -------------- | ---- | ------------ | ----- |
| ۱۹۹۱–۹۲   | دور اول      | رئال اویدو     | ۳–۱  | ۰–۱          | ۳–۲   |
| ۱۹۹۱–۹۲   | دور دوم      | دینامو بوکورشت | ۳–۱  | ۲–۲          | ۵–۳   |
| ۱۹۹۱–۹۲   | دور سوم      | استوا بوکورشت  | ۱–۰  | ۱–۰          | ۲–۰   |
| ۱۹۹۱–۹۲   | ۱/۴ نهایی    | لیورپول        | ۲–۰  | ۲–۱          | ۴–۱   |
| ۱۹۹۱–۹۲   | نیمه نهایی   | آژاکس آمستردام | ۲–۳  | ۱–۱          | ۳–۴   |
| ۲۰۰۹–۱۰   |              |                |      |              |       |
| دور پلی‌آف | ادنسه        | ۳–۱            | ۱–۱  | ۴–۲          |       |
| گروه بی   | والنسیا      | ۱–۲            | ۲–۳  | سوم          |       |
| گروه بی   | لیل          | ۳–۲            | ۰–۳  | سوم          |       |
| گروه بی   | اسلاویا پراگ | ۲–۰            | ۰–۰  | سوم          |       |

## افتخارات
| افتخارات   | افتخارات                        | افتخارات                                                          | افتخارات                                                              |
| سطح        | رقابت                           | قهرمانی                                                           | نائب‌قهرمانی                                                           |
| ---------- | ------------------------------- | ----------------------------------------------------------------- | --------------------------------------------------------------------- |
| داخلی      | قهرمانی ایتالیا لیگ شمالی سری آ | (۹):1898, 1899, 1900, 1902, 1903, 1904, 1914–15, 1922–23, ۱۹۲۳–۲۴ | (۸): 1901, 1905, 1912–13, 1913–14, 1921–22, 1924–25, 1927–28, 1929–30 |
| داخلی      | کوپا ایتالیا                    | (۱): 1936–37                                                      | (۱): 1939–40                                                          |
| داخلی      | سری بی                          | (۷): 1934–35, 1952–53, 1961–62, 1972–73, 1975–76, 1988–89         | (۱): 1980–81                                                          |
| داخلی      | سری سیسری سی ۱                  | (۱): 1970–71 (شمال)                                               | (۱): 2005–06                                                          |
| اروپایی    | جام میتروپا                     | ---                                                               | (۱): ۱۹۹۰                                                             |
| اروپایی    | کوپا دله آلپی                   | (۲): ۱۹۶۲، ۱۹۶۴                                                   | ---                                                                   |
| اروپایی    | جام انگلو-ایتالین               | (۱): 1996                                                         | ---                                                                   |
| رده جوانان | قهرمانی کشوری پریماورا          | (۱): ۱۰–۲۰۰۹                                                      | ---                                                                   |
| رده جوانان | کوپا ایتالیا پریماورا           | (۱): ۰۹–۲۰۰۸                                                      | ---                                                                   |
| رده جوانان | سوپرجام پریماورا                | (۲): ۲۰۰۹، ۲۰۱۰                                                   | ---                                                                   |
| رده جوانان | تورنئو دی ویارجیو               | (۲): ۱۹۶۵، ۲۰۰۷                                                   | ---                                                                   |
| رده جوانان | قهرمانی کشوری زیر-۱۸            | (۱): ۲۱–۲۰۲۰                                                      | ---                                                                   |
| رده جوانان | قهرمانی کشوری زیر-۱۷            | ---                                                               | (۱): ۲۱–۲۰۲۰                                                          |
| رده جوانان | قهرمانی کشوری جیووانیله         | (۲): ۱۹۳۹، ۱۹۴۲                                                   | ---                                                                   |

### حضور در لیگ‌های حرفه‌ای فوتبال ایتالیا
| لیگ                                  | سال‌های حضور | اولین فصل      | آخرین فصل        |
| ------------------------------------ | ----------- | -------------- | ---------------- |
| آ                                    | ۵۵          | سری آ ۳۰–۱۹۲۹  | سری آ ۲۲–۲۰۲۱    |
| بی                                   | ۳۳          | سری بی ۳۵–۱۹۳۴ | سری بی ۰۷–۲۰۰۶   |
| سی                                   | ۲           | سری سی ۷۱–۱۹۷۰ | سری سی ۱ ۰۶–۲۰۰۵ |
| ۹۰ سال حضور حرفه‌ای در فوتبال ایتالیا |             |                |                  |

## حامی مالی لباس
| دوره      | تولیدکننده لباس | حامی مالی             | حامی مالی             |
| --------- | --------------- | --------------------- | --------------------- |
| ۱۹۷۸–۱۹۸۰ | پوما            | n.a.                  | n.a.                  |
| ۱۹۸۰–۱۹۸۱ | Mauri Sport     | n.a.                  | n.a.                  |
| ۱۹۸۱–۱۹۸۲ | Mauri Sport     | سیکو                  | سیکو                  |
| ۱۹۸۲–۱۹۸۳ | آدیداس          | سیکو                  | سیکو                  |
| ۱۹۸۳–۱۹۸۴ | آدیداس          | Elah                  | Elah                  |
| ۱۹۸۴–۱۹۸۵ | آدیداس          | Carrera               | Carrera               |
| ۱۹۸۵–۱۹۸۸ | آدیداس          | Levante Assicurazioni | Levante Assicurazioni |
| ۱۹۸۸–۱۹۸۹ | اره‌آ            | Levante Assicurazioni | Levante Assicurazioni |
| ۱۹۸۹–۱۹۹۲ | اره‌آ            | Mita                  | Mita                  |
| ۱۹۹۲–۱۹۹۴ | اره‌آ            | Saiwa                 | Saiwa                 |
| ۱۹۹۴–۱۹۹۵ | اره‌آ            | Kenwood               | Kenwood               |
| ۱۹۹۵–۱۹۹۶ | اره‌آ            | Giocheria             | Giocheria             |
| ۱۹۹۶–۱۹۹۷ | اره‌آ            | Santal                | Santal                |
| ۱۹۹۷–۱۹۹۸ | اره‌آ            | Costa Crociere        | Costa Crociere        |
| ۱۹۹۸–۲۰۰۰ | کاپا            | Festival Crociere     | Festival Crociere     |
| ۲۰۰۰–۲۰۰۱ | کاپا            | Nube che Corre        | Nube che Corre        |
| ۲۰۰۱–۲۰۰۳ | Erreà           | n.a.                  | n.a.                  |
| ۲۰۰۳–۲۰۰۵ | Erreà           | Costa Crociere        | Costa Crociere        |
| ۲۰۰۵–۲۰۰۷ | Erreà           | n.a.                  | n.a.                  |
| ۲۰۰۷–۲۰۰۸ | Erreà           | Eurobet               | Eurobet               |
| ۲۰۰۸–۲۰۰۹ | اسیکس           | Eurobet               | Eurobet               |
| ۲۰۰۹–۲۰۱۰ | اسیکس           | Gaudi                 | Gaudi                 |
| ۲۰۱۰–۲۰۱۲ | اسیکس           | iZi Play              | iZi Play              |
| ۲۰۱۲–۲۰۱۴ | لوتو            | iZi Play              | iZi Play              |
| ۲۰۱۴–۲۰۱۵ | لوتو            | n.a.                  | مک‌ویتیس               |
| ۲۰۱۵–۲۰۱۶ | لوتو            | n.a.                  | AT.P.CO/LeasePlan     |
| ۲۰۱۶–۲۰۱۷ | لوتو            | Prénatal              | Zenitiva, LeasePlan   |
| ۲۰۱۷–۲۰۱۸ | لوتو            | Eviva                 | Zenitiva, LeasePlan   |
| ۲۰۱۸–۲۰۱۹ | لوتو            | Giocheria             | Zenitiva, LeasePlan   |
| حال–۲۰۱۹  | کاپا            | n.a.                  | Zenitiva, LeasePlan   |

## واژه‌نامه
1. ↑  Genoa Cricket and Football Club S.p.A.
2. ↑  (به ایتالیایی: Il Grifone)؛ (به انگلیسی: The Griffin)
3. ↑  (به ایتالیایی: I Rossoblù)؛ (به انگلیسی: The Red and Blues)
4. ↑  (به ایتالیایی: Il Vecchio Balordo)؛ (به انگلیسی: The Old Fool)

### کتاب‌های مرتبط
| - La leggenda genoana. Genova: De Ferrari. 2006–2007. - Sotto il segno del Grifone. Genova: Fratelli Frilli Editori. 2005. - Santina Barrovecchio (2002). Genoa – La nostra favola. Milano: MD Edizioni. ISBN 88-89370-03-3. - Gianni Brera (2005). Caro Vecchio Balordo. Genova: De Ferrari. - Gianni Brera & Franco Tomati (1992). Genoa, amore mio. Milano: Ponte alle Grazie. - Tonino Cagnucci (2013). Il Grifone fragile. Lìmina: Brezzo di Bedero. - Manlio Fantini (1977). FC Genoa: ieri, oggi, domani. Firenze: Edi-Grafica. | - Alberto Isola (2003). Più mi tradisci Più ti amo. Genova: Fratelli Frilli Editori. - Carlo Isola e Alberto Isola (2007). Dizionario del Genoano – amoroso e furioso. Genova: De Ferrari. - Giancarlo Rizzoglio. La grande storia del Genoa. Genova: Nuova Editrice Genovese. - Renzo Parodi e Giulio Vignolo (1991). Genoa. Genova: Il Secolo XIX. - Dizionario illustrato dei giocatori genoani. Genova: De Ferrari. 2008. ISBN 978-88-6405-011-9. - Aldo Padovano (2005). Accadde domani... un anno con il Genoa. Genova: De Ferrari. ISBN 88-7172-689-8. - Gianluca Maiorca (2011). Almanacco storico del Genoa. Trebaseleghe: Fratelli Frilli Editori. ISBN 978-88-7563-693-7. |